# Docalidia rufipennis
Docalidia rufipennis är en insektsart som beskrevs av Walker 1851. Docalidia rufipennis ingår i släktet Docalidia och familjen dvärgstritar. Inga underarter finns listade i Catalogue of Life.